# Graduate Record Examinations
El Graduate Record Examinations (GRE) es una prueba estandarizada y adaptativa (CAT) que constituye uno de los requisitos de admisión en las escuelas de postgrado en los Estados Unidos y en otros países anglosajones. 
Creado y administrado por el Educational Testing Service (o ETS) en 1949, el examen tiene como objetivo medir el razonamiento verbal, razonamiento cuantitativo, la escritura analítica y habilidades de pensamiento crítico que se han adquirido a lo largo de un extenso período de tiempo y que no están relacionados con campo específicos de estudio. Es decir, el GRE es una prueba generalista.
Las exigencias en cada escuela de posgrado en cuanto a la nota del GRE varían mucho entre cada escuela, siendo en general mucho más exigentes las escuelas más prestigiosas, que requieren notas muy altas en el examen. La importancia de una puntuación de GRE puede ir desde ser un mero reconocimiento formal a un factor de selección importante.
El coste de la prueba varía entre 160 dólares EE.UU. y los 240, dependiendo del país de donde se realice el examen.